# Benedict Gănescu
- Acest articol se referă la scenograful Benedict Gănescu (1929 - 1996). Pentru alte utilizări ale numelui de familie, vedeți Gănescu (dezambiguizare).

Benedict Gănescu (n. 14 ianuarie 1929, Craiova – d. 2 august 1996, București) a fost un pictor scenograf și grafician român.
S-a născut la Craiova în mahalaua Dudulenilor (aceiași Duduleni din piesa Gaițele de Alexandru Kirițescu). A urmat școala Petrache Poenaru și Liceul Comercial Gheorghe Chițu din Craiova.
S-a înscris la Academia Comercială din București, dar după an a renunțat și s-a înmatriculat în 1949 la Institutul de Arte Plastice Nicolae Grigorescu, București, unde l-a avut profesor pe pictorul Camil Ressu.

## Activitate profesională
A fost membru în redacțiile revistelor Contemporanul, Luceafărul, Gazeta literară, Secolul XX și Urzica. A fost redactor artistic la revistele Ramuri (Craiova) și Tribuna României (București).
A fost pictor scenograf la Teatrul Dramatic Galați (decoruri și costume la piesa „R.U.R.” de Karel Čapek) și la teatrul din Craiova (Doi tineri din Verona de William Shakespeare, regia Vlad Mugur).
La 2 august 1996 s-a stins din viață, după o grea suferință, în locuința sa din București.

## Expoziții în timpul vieții
- A avut în timpul vieții expoziții personale (Colocviul Brâncuși), Sala Ramuri, Craiova, și Sala N. Cristea, București.
- Expoziție cu desene inspirate de poeziile lui Ion Barbu la Muzeul Literaturii Române București.
- A participat la expoziții în străinătate: Varșovia, Roma, Elveția, Finlanda, Tunisia, Egipt.

## Lucrări
- A ilustrat peste 30 de titluri din literatura română și străină, între care:
  - Viața și isprăvite vestitului cavaler Snapanski de Georg Werth;
  - Păcală în satul lui de Ioan Slavici;
  - Aventuri lirice de Geo Dumitrescu;
  - Gargantua și Pantagruel de François Rabelais, în românește de Alexandru Hodoș, Prefață de N.N. Condeescu, Editura pentru literatură universală, București, 1967;
  - volumul de poeme Recital extraordinaire de Romulus Vulpescu (editura Seghers, Paris);
  - Les poèmes de l’ainnée, Poeme florivore de Ben Corlaciu (editura Seghers, Paris);
  - coperta și ilustrațiile la volumul Besorelief with heroes de Nichita Stănescu, editat de Memphis State University Press.
  - Mitul faurului aburit de Alexandru Oprea;
- A realizat afișe cadou pentru spectacolele teatrelor naționale din Craiova și Cluj, Teatrul Nottara din București.

## Premii
- Premiul Academiei (1966) pentru caietul-program la spectacolul Comedia erorilor de William Shakespeare, la Teatrul Bulandra
- Premiul „Ion Andreescu” al UAP (1968) pentru grafică (cea mai frumoasă ilustrație și carte a Editurii pentru Literatură Universală (EPLU) la Gargantua și Pantagruel de François Rabelais.

### Distincții
- Ordinul „Meritul Cultural” clasa a III-a (1968) „pentru activitate deosebită în domeniul artelor plastice”[1]

## Expoziții post mortem
- 1998 - Amplă Expoziție la Muzeul Nsțional Cotroceni, itinerată la Muzeul de Artă din Craiova
- 1999 - Expoziție „Benedict Gănescu - Pictorul” la Galeria Catacomba,

sub egida pictorilor Paul Gherasim și Sorin Dumitrescu
- 2001 - Ambasadorul României pe lângă UNESCO, criticul de artă Dan Hăulică tipărește Felicitarea de Anul Nou cu desene de Benedict Gănescu
- 1999 și 2001 - Lucrări de Benedict Gănescu: participă la Bienala Internațională „Umorul în Artă” de la Tolentino, Italia.
- 2001 și 2006 - Desene donate de soția artistului, Adriana Gănescu, colecției regale a României.
- 2006 - Expoziția „Pictură și Grafică” la Muzeul de Artă Craiova.
- 2006 - Expoziție de Desene la Galeria „Dialog” din capitală, îngrijită

de criticii de artă Ruxandra Garofeanu și Dan Hăulică. 
- 2004 - Soția artistului, Adriana Chiper Gănescu, publică la editura ARVIN Press, lucrarea „Lângă Benedict Gănescu”. Un exemplar se află la Biblioteca Academiei și altele la Bibliotea Centrală.